# Erden (Mosel)
Erden település Németországban, Rajna-vidék-Pfalz tartományban. Lakosainak száma 430 fő (2023. december 31.).

## Népesség
A település népességének változása:
| Lakosok száma | 433  | 384  | 392  | 394  | 400  | 413  | 430  |
|               | 1975 | 2012 | 2017 | 2019 | 2021 | 2022 | 2023 |